# Merei
Merei je obec v župě Buzău v Rumunsku. Žije zde přibližně 6 800 obyvatel. Součástí obce je i deset okolních vesnic.

## Části obce
- Merei – 816 obyvatel
- Ciobănoaia – 152 obyvatel
- Dealul Viei – 795 obyvatel
- Dobrilești – 47 obyvatel
- Gura Sărății – 146 obyvatel
- Izvoru Dulce – 948 obyvatel
- Lipia – 1 928 obyvatel
- Nenciulești – 266 obyvatel
- Ogrăzile – 705 obyvatel
- Sărata-Monteoru – 916 obyvatel
- Valea Puțului Merei – 66 obyvatel